# Zygmunt Bukowiński
Zygmunt Bukowiński (ur. 30 sierpnia 1921 w Święcicy, zm. 23 listopada 1983 we Wrocławiu) – kapitan WP, sędzia Wojskowego Sądu Rejonowego we Wrocławiu i w Warszawie, odpowiedzialny za wydawanie wyroków śmierci na żołnierzy podziemia antykomunistycznego.

## Życiorys
Urodził się 30 sierpnia 1921 w Święcicy (folwark i kolonia koło Obrazowa, pow. sandomierski. Pochodził z bogatej kresowej rodziny. Syn Józefa Cypriana, absolwenta szkoły rolniczej w Dublanach, dyrektora cukrowni na Ukrainie za carskiej Rosji i przez ponad 20 lat zarządcy majątku Potockich w Krzeszowicach pod Krakowem, oraz Wiktorii z. d. Scipio del Campo, córki właściciela składu narzędzi rolniczych z Berdyczowa. Młodszy przyrodni brat księdza Władysława Bukowińskiego.
Ukończył gimnazjum i liceum w Krakowie. W 1939 złożył egzamin maturalny w IV Liceum Państwowym im. H. Sienkiewicza. Podczas okupacji pomagał wujowi prowadzić majątek w Święcicy, jesienią 1941 wstąpił do NOW, później przeszedł do ZWZ–AK, gdzie używał pseudonimu „Karaś”. Skończył szkołę podchorążych AK i został kapralem oraz dowódcą plutonu w gminie Obrazów w powiecie sandomierskim. Od lipca 1944 w 2. Dywizji Piechoty AK. Brał udział w walkach partyzanckich na Kielecczyźnie pod Kawęczynem, Miedzianą Górą, Wzdołem, Siekiernem i w okrążeniu w lasach starachowickich. Latem 1944 został ponownie awansowany (na podporucznika); powierzono mu dowództwo plutonu ciężkich karabinów maszynowych. W grudniu 1944 r., po rozformowaniu jednostki, zerwał kontakty organizacyjne z AK. Na krótko zamieszkał w miejscowości Wzdół Wielki, bezskutecznie szukając pracy. 20 stycznia 1945 r.  w poszukiwaniu pracy przeniósł się do Krakowa, gdzie w marcu 1945 został zmobilizowany do LWP. Od 5 marca 1945 służył w 66 pułku piechoty (według innych źródeł w 61 pp) 17 Dywizji Piechoty WP. Mianowany adiutantem dowódcy batalionu 17. Dywizji Piechoty WP. Swą AK-owską przeszłość ujawnił w październiku 1945 r.
W styczniu 1946 przeniesiony do pracy w wojskowym wymiarze sprawiedliwości jako kierownik kancelarii i sekretarz Wojskowego Sądu Garnizonowego, a później Wojskowego Sądu Rejonowego w Rzeszowie. W sierpniu 1946 mianowany porucznikiem, w lipcu 1948 kapitanem. W październiku 1946 przeniesiony do Wrocławia. 
7 października 1946 rozpoczął studia na Wydziale Prawa Uniwersytetu Wrocławskiego, ale naukę przerwał po pierwszym roku. Od 11 lutego do marca 1946 kierownik kancelarii, a do października tego roku sekretarz WSR w Rzeszowie. Następnie został funkcjonariuszem WSR we Wrocławiu, pełniąc kolejno funkcje sekretarza (do 1 kwietnia 1947), asesora (do 30 marca 1948), i sędziego (do 3 października 1948).
W lutym 1948 skazał na śmierć dwóch członków podziemnej organizacji antykomunistycznej "Czarna Śmierć" Bogdana Krutowicza i Wiktora Plurę, a w czerwcu 1948 żołnierza AK Bronisława Cybucha (wszyscy trzej zostali ułaskawieni przez prezydenta Bolesława Bieruta). W sierpniu 1948 skazał na śmierć trzech członków okręgu kierownictwa WiN we Wrocławiu Ludwika Marszałka, Stanisława Ciska i Stanisława Dydo oraz dwóch innych członków WiN - Jana Klamuta i Leona Macherowskiego. Wśród sądzonych przez Bukowińskiego byli głównie ludzie młodzi, akowcy, członkowie WiN i lokalnych grup antykomunistycznych, także kilka kobiet. W grupie kilkudziesięciu skazanych było wielu z wysokimi wyrokami: Wacław Belka - 10 lat; Kazimierz Charchut - 12 lat; Edward Fiołek - 12 lat; Anna Hierzyk - 7 lat; Emilia Jaskuła - 10 lat; Stanisław Jaskuła - dożywocie (zmarł w więzieniu); Tadeusz Kopeć - 10 lat; Teofil Krall - 15 lat; Henryk Krzycki - 10 lat; Eugeniusz Kukieza - 10 lat; Mieczysław Kwiatkowski b- 13 lat; Ewa Lachnitt - 5 lat; Jan Leśniowski - 12 lat; Celina Łubieńska - 7 lat; Wincenty Macherowski - 15 lat; Wincenty Mucha - 8 lat; Bronisław Pelczarski - 8 lat; Halina Sieleżynska - 9 lat; Marcin Sondej - 15 lat; Stanisław Stefko - 12 lat; Barbara Szpot-Dunin - 7 lat; Janina Szwarc - 6 lat; Stanisław Morawski - 15 lat skazany w Warszawie.
Jesienią 1948 za nadużywanie alkoholu został zdegradowany do stopnia porucznika i karnie przeniesiony do Wojskowego Sądu Rejonowego w Warszawie, gdzie w grudniu 1948 skazał na śmierć Zdzisława Czaplickiego, w styczniu 1949 żołnierza NSZ Jana Brauna, a w kwietniu 1949 braci Bogackich. Ponadto skazał na kary długoletniego więzienia ponad 65 działaczy NSZ i NZW. 
W lutym 1950 został aresztowany i na 7 miesięcy osadzony w areszcie Okręgowego Zarządu Informacji Nr 1 w Warszawie (wojskowego UB) pod zarzutem udziału w zabójstwie w 1943 dwóch jeńców radzieckich. Wyrokiem WSR w Warszawie z 19 września 1950 został uniewinniony. Zdemobilizowany 31 grudnia 1950. 
W latach 1950–55 pracował w Miejskim Przedsiębiorstwie Rozbiórkowo-Porządkowym nr 1 we Wrocławiu jako referent wydziału zbytu i kierownik sekcji współzawodnictwa. Od 1950 r. działał w Polskim Towarzystwie Turystyczno-Krajoznawczym. Wieloletni prezes wrocławskiego oddziału PTTK i naczelnych władz tego towarzystwa. W 1956 r. organizował pierwszy kurs przewodników sudeckich. Wychował liczną grupę przewodników górskich. 
W 1952 został zwerbowany do współpracy przez funkcjonariuszy Wydziału III WUBP we Wrocławiu. Już w dniu werbunku, zanim opuścił gmach UB zostawił kilkadziesiąt stron zeznań i notatek, m.in.: zobowiązanie do współpracy, życiorys, wykaz członków rodziny i znajomych zamieszkałych w Polsce i za granicą (19 osób), kolejny spis krewnych (32 osoby) i znajomych (20 osób), spis członków AK z jego plutonu (20 osób), dwa doniesienia agenturalne, wykaz członków AK z Kieleckiego (60 osób), wykaz członków AK, z którymi miał kontakt, wreszcie notatkę o prasie podziemnej w czasie okupacji. Do 1959 jako agent UB o pseudonimie „Grotkiewicz” wydawał bezpiece byłych żołnierzy AK. 
Od 1961 pracował we wrocławskiej Wytwórni Filmów Fabularnych. W 1971 r. został kierownikiem działu administracyjno-gospodarczego Wytwórni, kilka lat później kierownikiem jej wydziału inscenizacji.
Zmarł 23 listopada 1983 we Wrocławiu. Został pochowany na Cmentarzu Grabiszyńskim we Wrocławiu.

## Odznaczenia
- Krzyż Partyzancki (10 stycznia 1947)
- Medal Zwycięstwa i Wolności 1945 (27 marca 1947)
- Medal za Zwycięstwo nad Niemcami w Wielkiej Wojnie Ojczyźnianej 1941-1945 (ZSRR) (29 marca 1947)
- Srebrny Krzyż Zasługi (22 grudnia 1947)
- Medal „Za udział w walkach o Berlin” (5 maja 1974)